# Любранец (гмина)
Любранец (пол. Lubraniec) — гмина (волость) в Польше, входит как административная единица в Влоцлавский повет, Куявско-Поморское воеводство. Население — 9983 человека (на 2008 год).

## Соседние гмины
1. Гмина Бжесць-Куявски
2. Гмина Бонево
3. Гмина Избица-Куявска
4. Гмина Осенцины
5. Гмина Топулька
6. Гмина Хоцень